# Johannes Bosboom
Johannes Bosboom (10. února 1817 Haag – 15. června 1891 tamtéž) byl nizozemský malíř.
Jeho prvním učitelem byl Bartholomeus van Hove, jemuž pomáhal s návrhy divadelních dekorací, pak navštěvoval Královskou uměleckou akademii v Haagu. Se Salomonem Verveerem podnikl cestu po Německu, Belgii a Francii, která ovlivnila jeho umělecké směřování. Věnoval se převážně akvarelu, oceňována byla jeho práce se světlem a stíny. Maloval krajiny a městské scenérie, jeho oblíbeným námětem byly interiéry kostelů, v nichž navazoval na dílo Emanuela de Witteho. Patřil k zakladatelským osobnostem realisticky zaměřené haagské školy, jeho pozdější tvorba byla ovlivněna také impresionismem.
Stal se členem Belgické královské společnosti akvarelistů a spolku Pulchri Studio. Jeho žákyní byla Marie Bilders-van Bosseová. V roce 1886 mu byl udělen Řád Leopolda.
Oženil se se spisovatelkou Geertruidou Toussaintovou, manželství bylo bezdětné. Jeho synovcem byl nizozemský ministr obrany Nicolaas Bosboom.

## Galerie

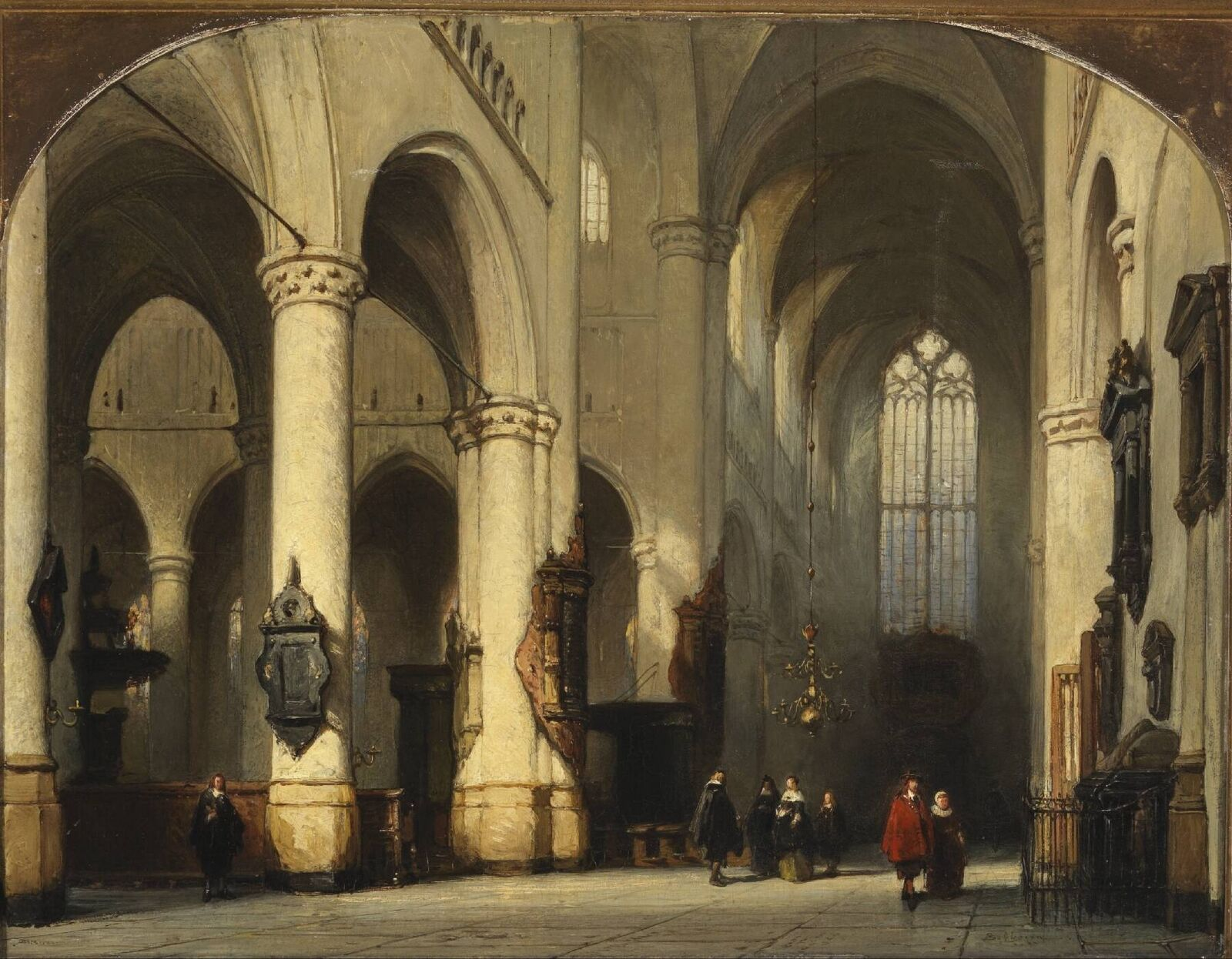
Interiér kostela sv. Petra v Leidenu
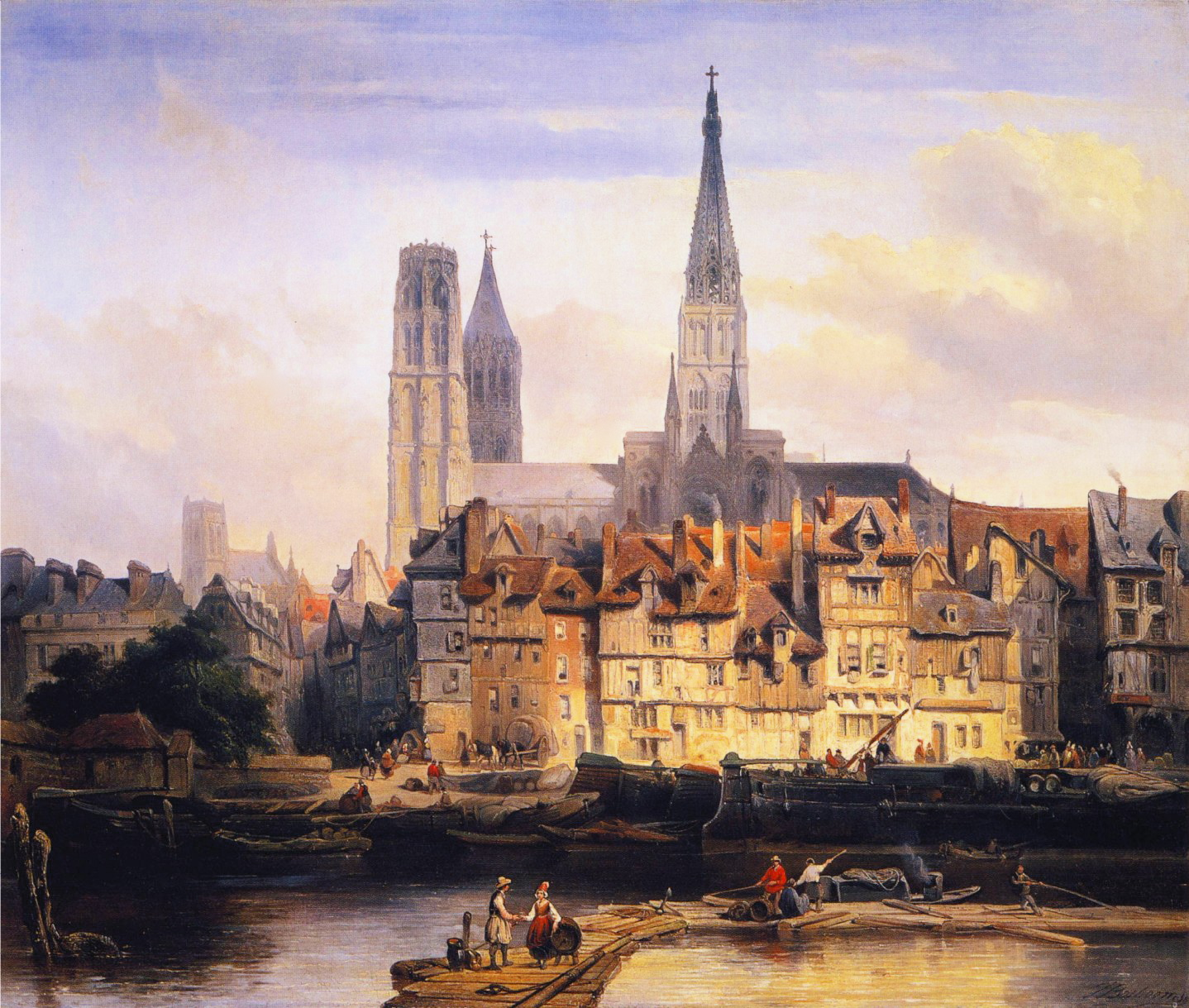
Pařížské nábřeží (Rouen)
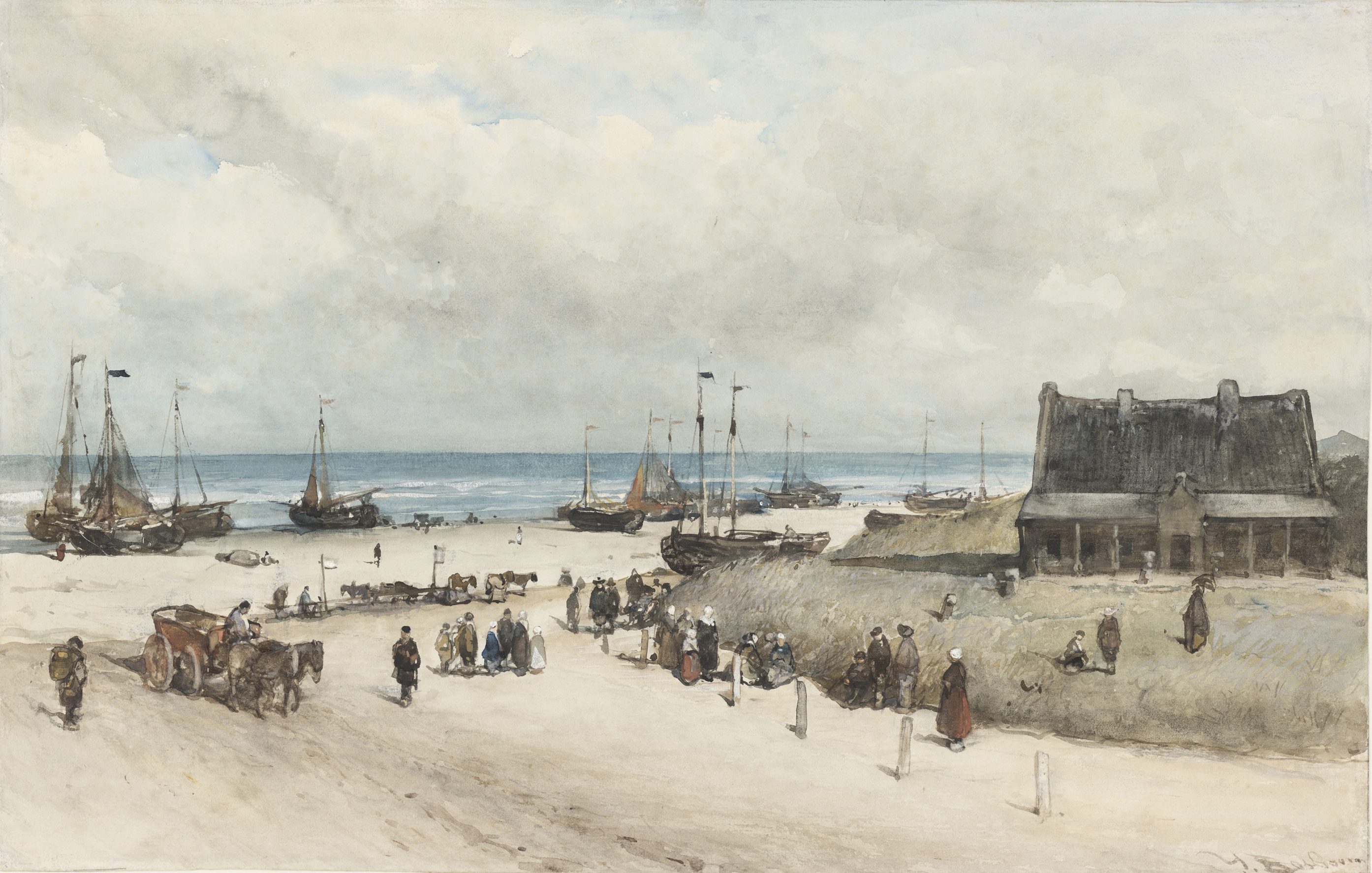
Pláž ve Scheveningenu